# Stavba Slovenske filharmonije
Stavba Slovenske filharmonije, krajše kar Slovenska filharmonija ali Filharmonija, je koncertna stavba, ki stoji na Kongresnem trgu v središču Ljubljane, med trgom in nabrežjem Ljubljanice. V njej domuje Slovenska filharmonija.
V stavbi sta dve dvorani: Velika (skupno število sedežev je 507) in mala dvorana. 13. januarja 2008, ob stoletnici Slovenske filharmonije, sta bili preimenovani v Dvorano Marjana Kozine (Velika) in Dvorano Slavka Osterca (dotlej Mala dvorana). Ob tej priložnosti je bil v vhodni avli poslopja nameščen tudi doprsni kip Marjana Kozine, delo kiparja Janeza Pirnata. V Osterčevi dvorani je znamenita slika slovenskih skladateljev Saše Šantla iz leta 1936 in sodobna slika Zmaga Modica (2005), ki ilustrira orkester Slovenske filharmonije. Na stopniščih so fotografije s turnej oziroma koncertov s slavnimi dirigenti in solisti, v fojerju pa je zbirka karikatur slovenskih skladateljev, avtorja Boruta Pečarja. Upodobljeni so Lucijan Marija Škerjanc, Blaž Arnič, Pavel Šivic, Danilo Švara, Vilko Ukmar, Marjan Lipovšek, Dane Škerl, Jurij Gregorc, Uroš Krek in Ivo Petrić.
Leta 2008 jo je Vlada Republike Slovenije razglasila za kulturni spomenik državnega pomena.

## Zgodovina
Stoji na mestu stavbe, v kateri je domovalo Stanovsko gledališče in je bila uničena v požaru leta 1885.
Novo stavbo je po naročilu Filharmoničnega društva načrtoval arhitekt Adolf Wagner. Stavbo so po njegovih načrtih iz leta 1888 zgradili med letoma 1889 in 1891 (gradnjo je vodil stavbenik Vilijem Treo, ki je načrt nekoliko prilagodil) ter povsem končali nekaj let po velikem ljubljanskem potresu.
Največjo spremembo je doživela leta 1937, ko je bil na strani, ki gleda proti reki, dodan prizidek s stebriščem po zamisli Jožeta Plečnika, glavna dvorana pa je dobila balkon. Zadnja prenova datira v leto 2001, ko je bilo med drugim zastekljeno stebrišče, obsežnejših sprememb na stavbi pa tudi takrat ni bilo.